# Pangium edule
Pangium edule – gatunek drzewa z monotypowego rodzaju Pangium Reinw. Zaliczany jest do rodziny Achariaceae, dawniej do Salicaceae.

## Morfologia i biologia
Wysokie drzewo rosnące w lasach namorzynowych Azji Południowo-Wschodniej. Wytwarza duże, trujące owoce, które można uzdatnić do spożycia poprzez fermentację. Drzewo potrzebuje wielu lat na wydanie owoców i nasion, tak więc nie opłaca się ich sadzenie. Nasiona pozyskuje się z drzew dziko rosnących. Świeże owoce i nasiona zawierają cyjanowodór i są śmiertelnie trujące. Cyjanowodór usuwa się poprzez fermentację i gotowanie nasion.

## Zastosowanie
W Malezji i Singapurze nasiona wykorzystywane są powszechnie do sporządzania potrawy ayam buah keluak w kuchni Nyonya. W niektórych regionach Indonezji z mielonych nasion sporządza się sos zwany rawan.

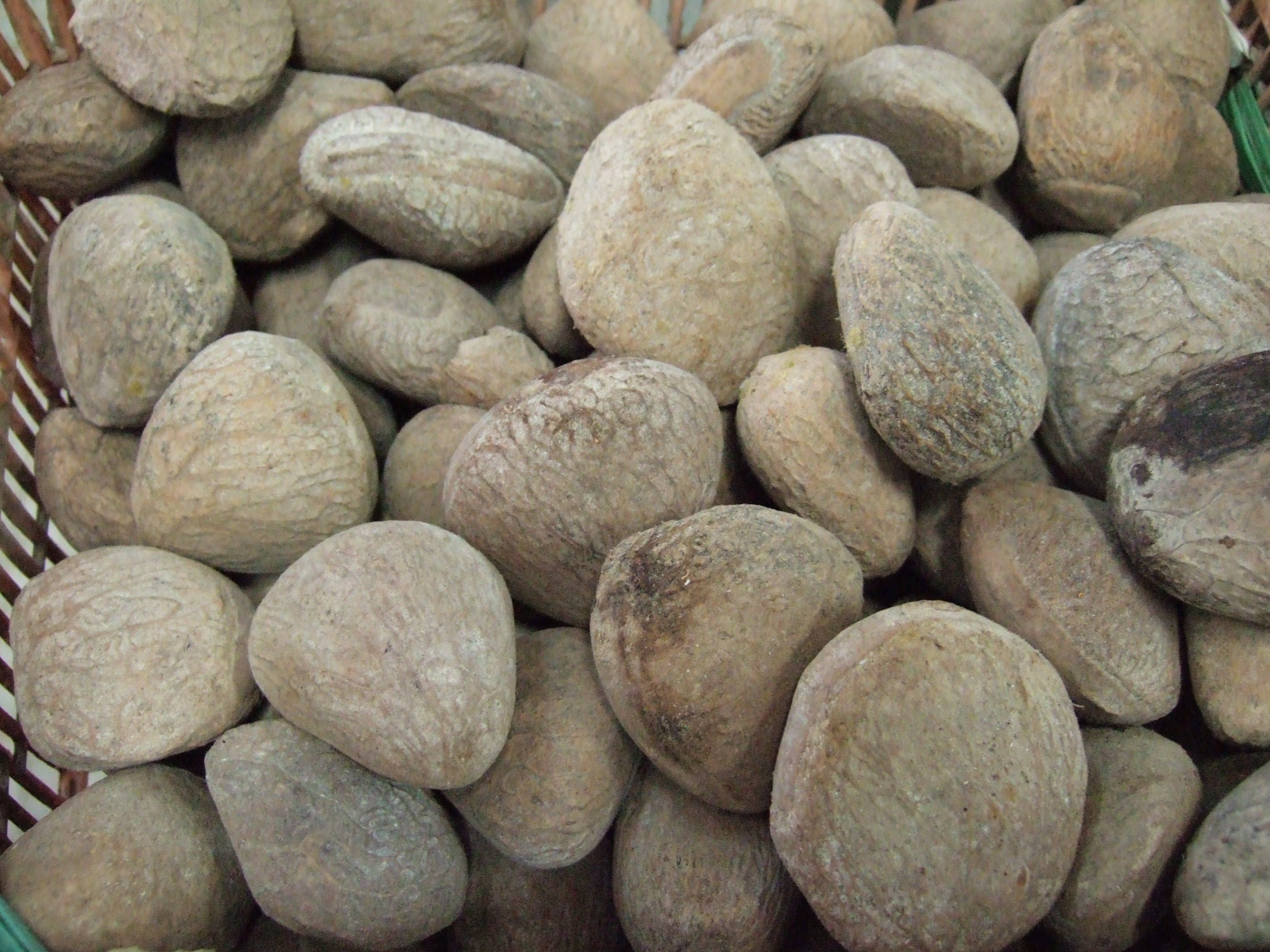
Nasiona Pangium edule